# Шпионинът може да почака – Къщата на Шумникови: Филмът
„Шпионинът може да почака – Къщата на Шумникови: Филмът“ (на английски: No Time to Spy: A Loud House Movie) е американски телевизионен анимационен филм от 2024 г., базиран на анимационния сериал „Къщата на Шумникови“, който е изцяло третият анимационен филм в поредицата след „Къщата на Шумникови: Филмът“ и „Семейство Касагранде: Филмът“. Премиерата е излъчена на 21 юни 2024 г. по телевизионния канал „Никелодеон“ и стрийминг услугата „Парамаунт+“, който отбелязва първият филм от поредицата, който не е пуснат от „Нетфликс“.

## Синопсис
Линкълн и семейство Шумникови с радост приветстват новата си баба Мъртъл в семейството с тропическа сватба, но празненството бива осуетено, когато на острова пристига познат враг от шпионското минало на Мъртъл.

## Актьорски състав
- Бентли Грифин – Линкълн Шумников, единственото момче от семейство Шумникови, живеещо с десет сестри
- Джил Тали:
  - Рита Шумникова, майката на децата Шумникови
  - Компютърен глас
- Браян Степанек:
  - Лин Шумников старши, бащата на децата Шумникови, който изпитва интерес към готвенето.
  - Робота Тод, роботът на Лиса
- Катрин Тейбър – Лори Шумникова, първородното дете на семейство Шумникови и по-голямата сестра на Линкълн, която изпитва интерес към голфа.
- Лиляна Мъми – Лени Шуминкова, втората по-голяма сестра на Линкълн, която изпитва интерес към модата.
- Ника Фътърман – Луна Шуминкова, третата по-голяма сестра на Линкълн, която изпитва интерес към рок музиката.
- Кристина Пучели – Луан Шуминкова, четвъртата по-голяма сестра на Линкълн, която изпитва интерес към комедията.
- Джесика Дичико:
  - Лин младша, петата сестра на Линкълн, която изпитва интерес към спорта.
  - Луси Шумникова, шестата сестра на Линкълн, която изпитва интерес към поезията.
- Грей Делайл:
  - Лана Шуминкова, седмата сестра на Линкълн, която изпитва интерес към животните и калта.
  - Лола Шуминкова, осмата сестра на Линкълн, която изпитва интерес към конкурсите за красота.
  - Лили Шумникова, десетата сестра на Линкълн.
- Лара Джил Милър – Лиса Шуминкова, деветата сестра на Линкълн, която изпитва интерес към науката.
- Джейдън Уайт – Клайд Макбрайд, най-добрият приятел на Линкълн
- Пьотър Майкъл:
  - Албърт, дядото на децата Шумникови и бащата на Рита.
  - Притежател на лодка
- Алекс Казарес – Мъртъл, годеница на Албърт, доведена баба на децата Шумникови и мащеха на Рита, която е таен агент.
- Кари Пейтън – Харолд Макбрайд
- Джон Димаджо:
  - Бъд Граус
  - Филип „Флип“ Филипини
- Дан Фоглър – господин Дъфъс
- Честър Ръшинг:
  - Оуен
  - Пазач 1
- Пол Уайт – Чукоръкия
- Ейми Седарис – Фифи Дъфъс
- Сара Найлс – Хикс

## Производство
На 26 април 2024 г. Никелодеон пусна тийзър промо за филма на страницата си във „Инстаграм“. По-късно на същия ден, Мигел Пуга разкри, че Кайл Маршъл се привърза към продукцията на филма. На 2 май 2024 г. е обявено, че премиерата на филма ще се излъчи през лятото на 2024 г. по телевизионния канал „Никелодеон“ и стрийминг услугата „Парамаунт+“ в САЩ. В изтритата статия на Just Jared Jr. е съобщено на 9 май 2024 г., че филмът ще се излъчи на 21 юни 2024 г. Трейлърът излиза в YouTube на 30 май 2024 г.

## Премиера
Филмът се излъчва премиерно по телевизионния канал „Никелодеон“ и стрийминг услугата „Парамаунт+“ на 21 юни 2024 г.